# Frisinské zlomky
Frisinské zlomky neboli Frisinské památky (slovinsky Brižinski spomeniki, latinsky Monumenta Frisingensia, psáno také Frizinské) jsou nejstarším dochovaným slovanským textem psaným latinkou.

## Historie
Bohoslužebné texty byly napsány patrně kolem roku 1000 slovinským (panonským) typem staroslověnštiny, která je v podstatě už starou slovinštinou, a pojmenování nesou podle bavorského frisinského kláštera, kde byly roku 1803 nalezeny.
Vytvořeny byly pro účely kostela ve Spittalu an der Drau.
V době nálezu se texty zabýval také Josef Dobrovský.
Rukopis je uchováván v Bavorské státní knihovně v Mnichově.

## Obsah
Rukopis obsahuje devět stran, které byly svázány spolu s jinými, latinskými texty.
Jedná se zápis tří krátkých církevních textů: vzoru zpovědi, kázání o hříchu a pokání a modlitby. Text je zajímavý nejen z hlediska jazykového: část se vzory zpovědi vykazuje také literární kvality.